# Teodor Keko
Teodor Keko – ps. Mały Dori (alb. Dori i Vogël) – (ur. 2 września 1958 w Tiranie, zm. 20 sierpnia 2002 tamże) – albański pisarz, dziennikarz i polityk.

## Życiorys
Pochodził z rodziny albańskich filmowców. Jego rodzice Endri Keko i Xhanfise Keko pracowali w Studiu Filmowym Nowa Albania. W 1983 r. ukończył studia z zakresu literatury i języka albańskiego na Uniwersytecie Tirańskim. Po studiach pracował jako dziennikarz w pismach Drita i Nëntori, a w okresie transformacji lat 90. w dzienniku Koha Jonë i tygodniku Aks. Był też wydawcą pisma Aleanca.
W wyborach 1991 uzyskał mandat deputowanego do parlamentu albańskiego, z ramienia Partii Demokratycznej. W roku 1996 wycofał się z polityki.
Pierwsze wiersze opublikował w roku 1979 w piśmie Drita, ale gros jego twórczości przypadło na okres transformacji ustrojowej. Był autorem 15 tomów poezji, pisał też dramaty, powieści i opowiadania.
W 2006 r. jedna z ulic Tirany została nazwana jego imieniem. W 2008 r. albańskie ministerstwo kultury utworzyło nagrodę im. Teodora Keko, która ma być przyznawana najlepszym dziennikarzom piszącym o kulturze albańskiej.

## Dzieła opublikowane
- 1990: Loja (Gra, powieść)
- 1991: Lajmëtarja e vdekjeve (Posłaniec śmierci, opowiadania).
- 1994: Pretenca (Pretensja, powieść).
- 1995: Shënimet e një gruaje (Notatki pewnej kobiety, powieść).
- 1997: Dymbëdhjetë shenjtorë, një profet dhe disa njerëz (Dwunastu świętych, Prorok i kilku ludzi),.
- 1997: Prostituta (Prostytutka).
- 1998: Made in Albania.
- 2000: Vdekja e nëpunësit X (Śmierć pracownika X).
- 2001: Hollësira fatale (Fatalne szczegóły).
- 2005: Poezi (Poezje, wyd. pośmiertne)